# Feldbahn der Salinen von Foça
| Feldbahn der Salinen von Foça | Feldbahn der Salinen von Foça |
| ----------------------------- | ----------------------------- |
| Decauville-Bahn mit Kipploren |                               |
| Spurweite:                    | 600 mm (Schmalspur)           |
|                               |                               |

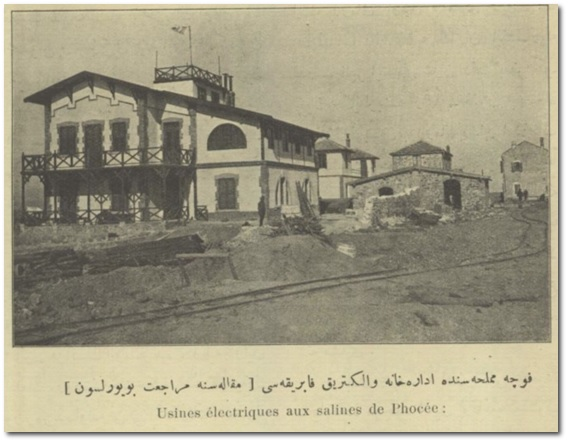
Büro und Elektrizitätswerk der Salzwerke, 1910

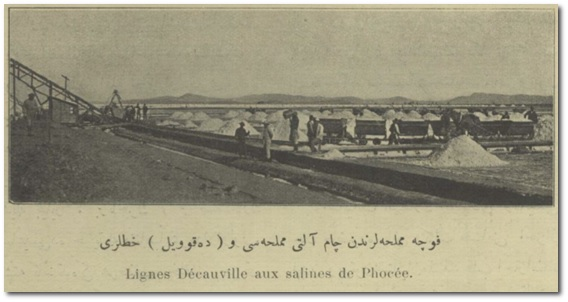
Decauville-Bahn der Çamaltı-Salzpfanne in Foçateyn, 1910

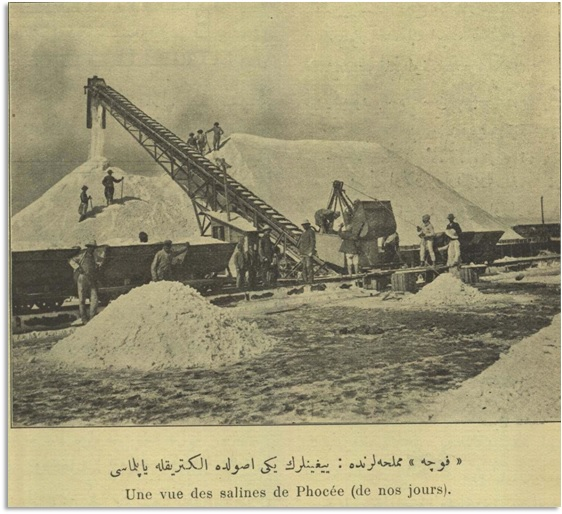
Elektrisches Förderband, 1910

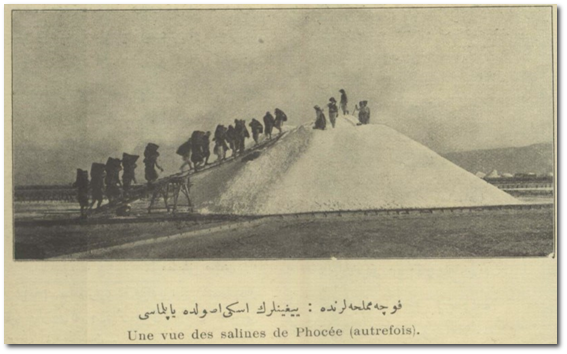
Manuelles Aufschichten eines Salzhaufens

Die Feldbahn der Salinen von Foça war eine Schmalspurbahn mit einer Spurweite von 600 mm, die um 1910 bei den Salinen von Foça in der heutigen Türkei betrieben wurde.

## Geschichte
In der Gegend von Foça wurde schon vor 1300 Alaun gefördert. Um 1550 verlor der Alaun-Bergbau jedoch gegenüber dem Steinsalz-Bergbau an Bedeutung. Die Förderung von Steinsalz nahm im 16. Jahrhundert exponentiell zu und erreichte ihren Höhepunkt Ende des 19. Jahrhunderts.
Auch die Meersalzgewinnung wird dort schon seit der Antike durchgeführt. Windmühlen zum Fördern der Salzlake in Salzpfannen und vier große Salzlagerhäuser am Hafen von Yeni Foça geben einen Eindruck von der Bedeutung der Salzgewinnung in dieser Region.
Die Administration de la Dette Publique Ottomane (deutsch ‚Osmanische Staatsschuldenverwaltung‘) wurde 1881 von den sieben wichtigsten europäischen Mächten gegründet, nachdem das Osmanische Reich 1875 seine Schuldenzahlungen eingestellt und den Staatsbankrott erklärt hatte.
Aufgrund der harten Arbeitsbedingungen und gesellschaftlicher Änderungen kam es zu zwei großen Streikwellen innerhalb von zehn Jahren: Der Bootsführerstreik von 1898 und die Streiks der Arbeiter und Führungskräfte von 1908 bis 1909 zeigten auf, dass die Salzförderung auf arbeitsintensive Produktions- und Transportmethoden und mehrere zwischengeschaltete Führungskräfte (osmanisch رئيس‎, Reis) angewiesen war und daher kostspielig und personalabhängig war.
Nach der Jungtürkischen Revolution von 1908 wurden die Salzförderung in Zusammenarbeit mit einem italienischen Ingenieur namens Boso und der Salztransport in Zusammenarbeit mit einem französischen Geschäftsmann namens Tiso modernisiert: Die Regierung errichtete ein Kleinkraftwerk für die Stromversorgung der elektrischen Pumpen, die die alten Windmühlen ersetzten, um die Sole effizienter zu fördern. Elektrische Förderbänder und die Decauville-Bahn (osmanisch: Dekovil) wurden um 1910 eingesetzt, um Salz kostengünstiger zu transportieren. Durch die Reduzierung der bisher für den Transport eingesetzten Arbeitskräfte sanken die Kosten erheblich.
Heutzutage ist die Çamaltı-Saline die größte Saline der Türkei und die zweitgrößte Meersalzgewinnungsanlage der Welt mit einer jährlichen Produktionskapazität von 500.000 bis 550.000 Tonnen Salz.

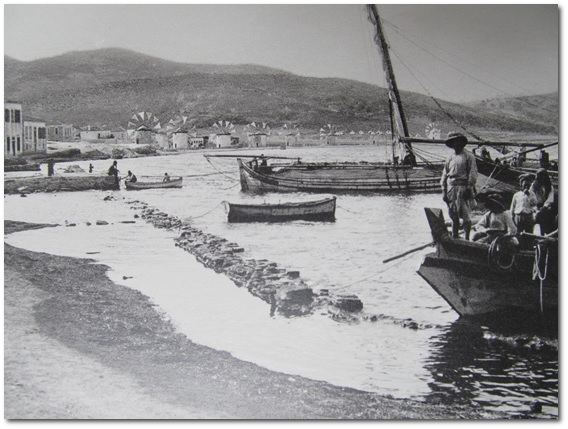
Windmühlen von Yeni Foça
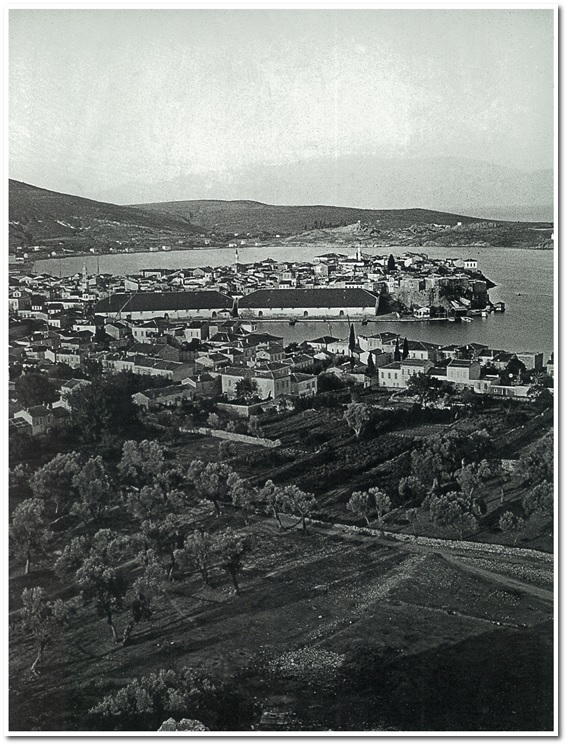
Zwei der vier Salzlagerhäuser in Eski Foça, um 1913